# ایست بتل (مینه‌سوتا)
ایست بتل، مینه‌سوتا (به انگلیسی: East Bethel, Minnesota) یک شهر در ایالات متحده آمریکا است که در مینه‌سوتا واقع شده‌است.

## خصوصیات
ایست بتل ۱۲۴٫۲۴ کیلومترمربع مساحت و ۱۱٬۶۲۶ نفر جمعیت دارد و ۲۷۷ متر بالاتر از سطح دریا واقع شده‌است.